# Palazzi di San Polo

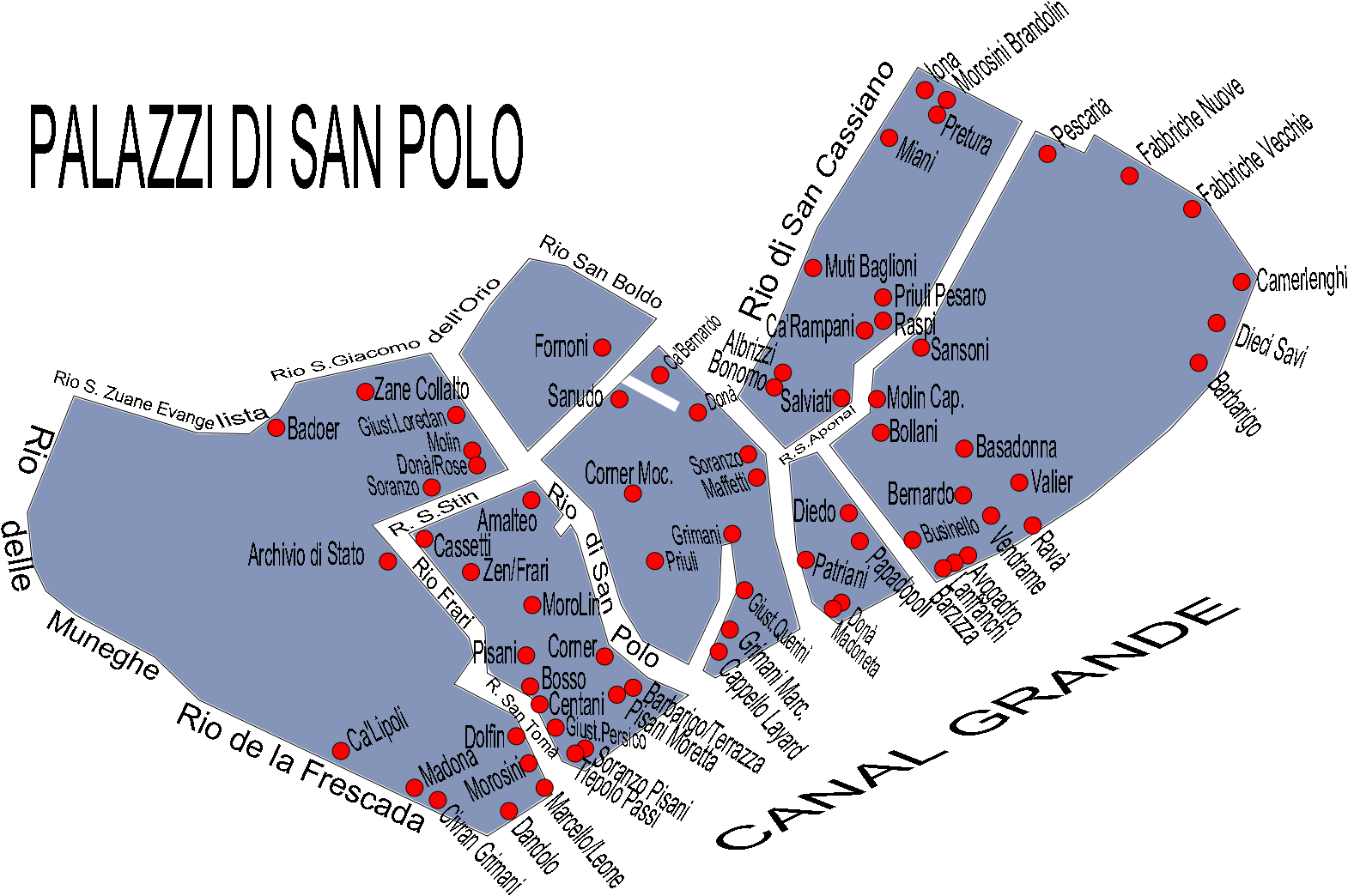

Lista dei palazzi del sestiere di San Polo a Venezia con una certa importanza storica e/o architettonica.

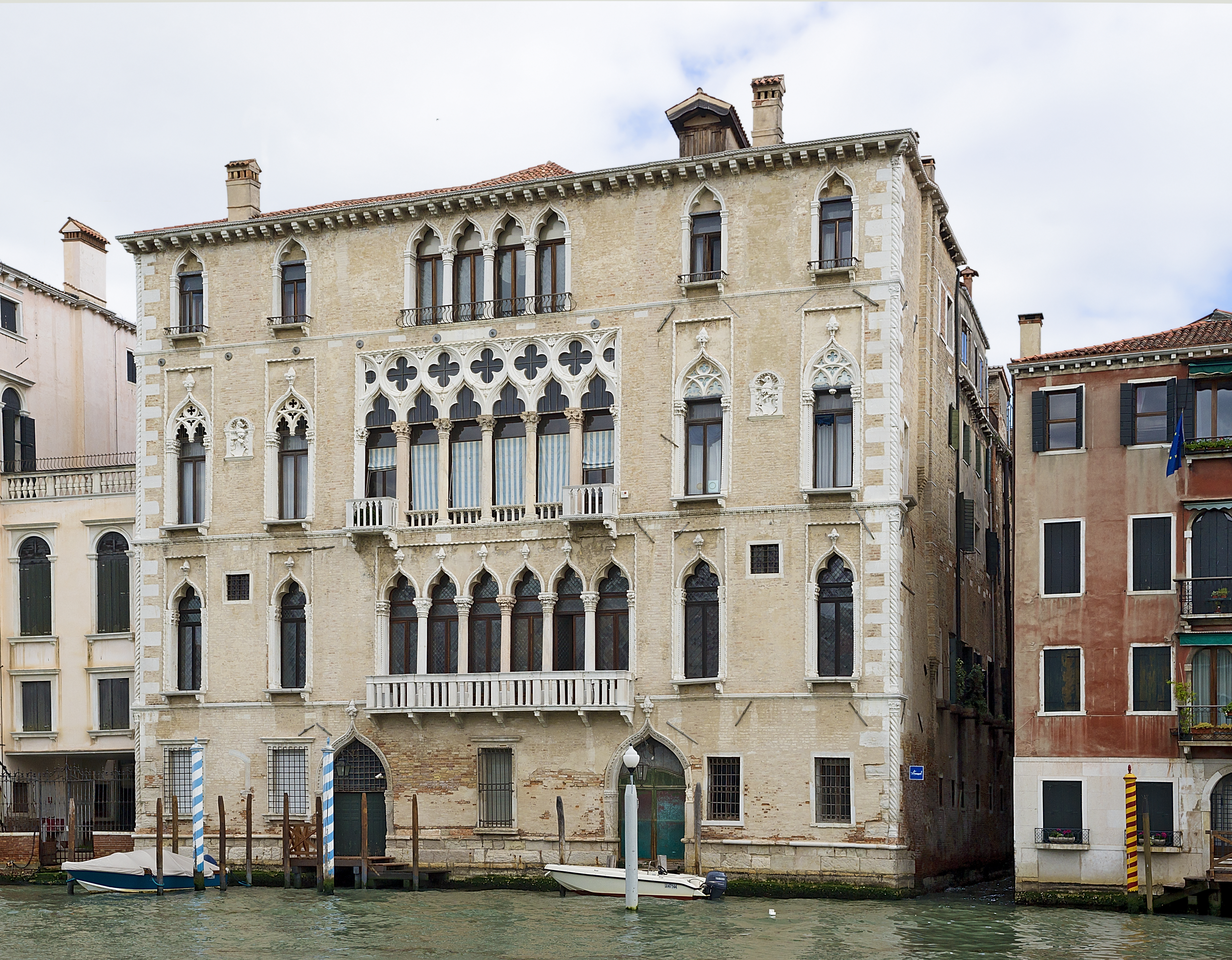
Palazzo Bernardo a San Polo

## Elenco
Nome, Numero Anagrafico ed eventuale altra denominazione:
- Archivio di Stato (N.A. 3002)[1][2][3]
- Ca' Bernardo (N.A. 2184, 2195)[3] o Palazzo Bernardo[1] o Palazzo Bernardo San Polo[4]
- Ca' Cappello (N.A. 2035)[5] o Palazzo Cappello Layard[1][6][3][4][7] o Palazzo Cappello Layard Carnelutti[8]
- Ca' Lipoli (N.A. 2933-2934)[1]
- Ca' Rampani (N.A. 1517-1518c)[1][3]
- Casa Caffi (N.A. )[6]
- Casa Fracca (N.A. 726-728)[1][6]
- Casa Pasquato (N.A. 720, 743)[1][6]
- Casa Ravà (N.A. 1099)[1][6] o Palazzo Ravà[3][8][7]
- Casa Sicher (N.A. )[6]
- Casa Silvestri (N.A. )[6]
- Casa Sollotti (N.A. )[6]
- Case Manuzio (N.A. 2310-2311)[1] o Ex Tipografia Manuzio[3]
- Fabbriche Nuove (N.A. 119, 170-186)[3][2][8][6][7][9] o Fabbriche Nove[1]
- Fabbriche Vecchie (N.A. 129-131 137-144)[1][7][3][6][8]
- Ospizio Badoer (N.A. 2457-2458)[1][3][10]
- Palazzo Albrizzi (N.A. 1940)[1][11][12][3][7] o Palazzo Bonomo Albrizzi[4]
- Palazzo Amalteo (N.A. 2646)[1]
- Palazzo Avogadro (N.A. 1113-1114)[1] o Palazzo Chiurlotto[6]
- Palazzo Badoer (N.A. 2468)[1][3][13]
- Palazzo Barbarigo (N.A. 729)[8] Hotel Marconi[6]
- Palazzo Barbarigo della Terrazza (N.A. 2765)[1][6][8][3][14][12][4][11][7][15]
- Palazzo Barzizza (N.A. 1172-1173)[3][6][8][4][9] o Ca' Barzizza[1]
- Palazzo Basadonna (N.A. 1055)[1]
- Palazzo Bernardo a San Polo (N.A. 1978)[1][3][8][12][16][6][17][7][9] o Palazzo Bernardo di Canal[4]
- Palazzo Bernardo a San Silvestro (N.A. 1125)[1]
- Palazzo Bollani (N.A. 1296)[1]
- Palazzetto Bosso (N.A. 2802)[1][18]
- Palazzo dei Camerlenghi (N.A. 1)[1][3][8][6][11][12][16][2][9] o Palazzo Camerlenghi[19][7]
- Palazzo Cassetti (N.A. 2557, 2574)[1][3]
- Palazzo Centani (N.A. 2794)[1][3][11][2] o Palazzo Zantani[11] o Casa di Carlo Goldoni[20][2] o Ca' Centanni[20][2] Palazzo Centani

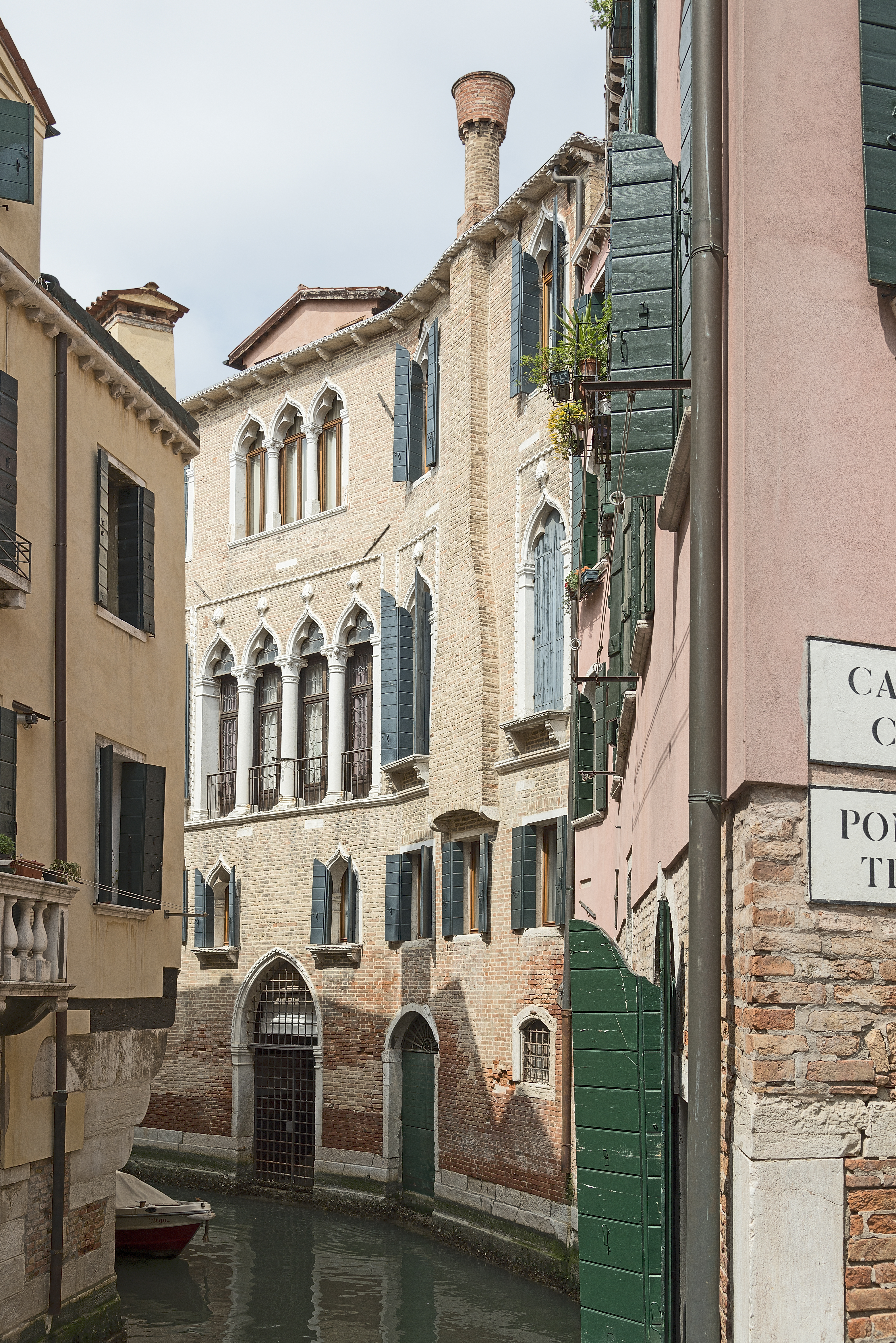
Palazzo Centani

- Palazzo Cicogna Loredan (N.A. 2351)[1] o Palazzo Giustinian[3] o Palazzo Giustinian Loredan[21]
- Palazzo Civran Grimani (N.A. 2896)[6][8][4] o Palazzo Civran[1][3][7]
- Palazzo Corner (N.A. 2761)[3] Ingresso principale.
- Palazzo Corner Mocenigo (N.A. 2128)[1][12][7][21] o Palazzo Corner[3][14]
- Palazzo Dandolo Paolucci (N.A. 2879)[1][8][21] o Palazzo Dandolo[3][6][7]
- Palazzo dei Dieci Savi (N.A. 19)[3][6][8][7] o Palazzo dei Dieci Savi alle Decime[1] o Palazzo X Savi[22]
- Palazzo Diedo (N.A. 1345)[1]
- Palazzo Dolfin (N.A. 2809, 2878)[1][3][8][6]
- Palazzo Donà a San Polo (N.A. 2177)[1][3][7]
- Palazzo Donà a Sant'Aponal (N.A. 1426)[1][3][6][8][7]
- Palazzo Donà della Madoneta (N.A. 1429)[1][23]o Palazzo Donà della Madonetta[3][8]
- Palazzo Donà delle Rose (N.A. 2515)[1][3]
- Palazzetto Fornoni (N.A. )[6]
- Palazzo Giustinian Businello (N.A. 1207)[1][8] o Palazzo Businello[3][6]
- Palazzo Giustinian Persico (N.A. 2788)[1][3][8][6][7]
- Palazzo Grimani (N.A. 1994-1995)[1]
- Palazzo Grimani Marcello (N.A. 2033)[1][3][12][6][8][9] o Palazzo Grimani[17][14]
- Palazzo Grioni (N.A. 2271)[1][3] o Palazzo Businello[4]
- Palazzetto Jona (N.A. 1810)[3] o Palazzetto Iona[6]
- Palazzo Lanfranchi (N.A. 1175)[1][3][6]
- Palazzetto Madonna (N.A. 2902)[3]
- Palazzo Maffetti Tiepolo (N.A. 1957)[1][3][7]
- Palazzo Marcello dei Leoni (N.A. 2810)[1][3][8][6][7]
- Palazzo Miani (N.A. 1845)[1]
- Palazzo Molin (N.A. 2513)[1][3][4][23]
- Palazzo Molin Cappello (N.A. 1279-1280)[1][7] o Palazzo Molin Capello[3] o Palazzo Cappello[14]
- Palazzo Moro Lin (N.A. 2672)[1] o Palazzo Morolin[3] o Palazzo Morolin Michiel Olivo[21]
- Palazzo Morosini (N.A. 2812)[1][3][21]
- Palazzo Morosini Brandolin (N.A. 1789)[1][6][8][16][4][9] o Palazzo Brandolin Morosini[3][7]
- Palazzo Muti Baglioni (N.A. 1866)[1][4][3]

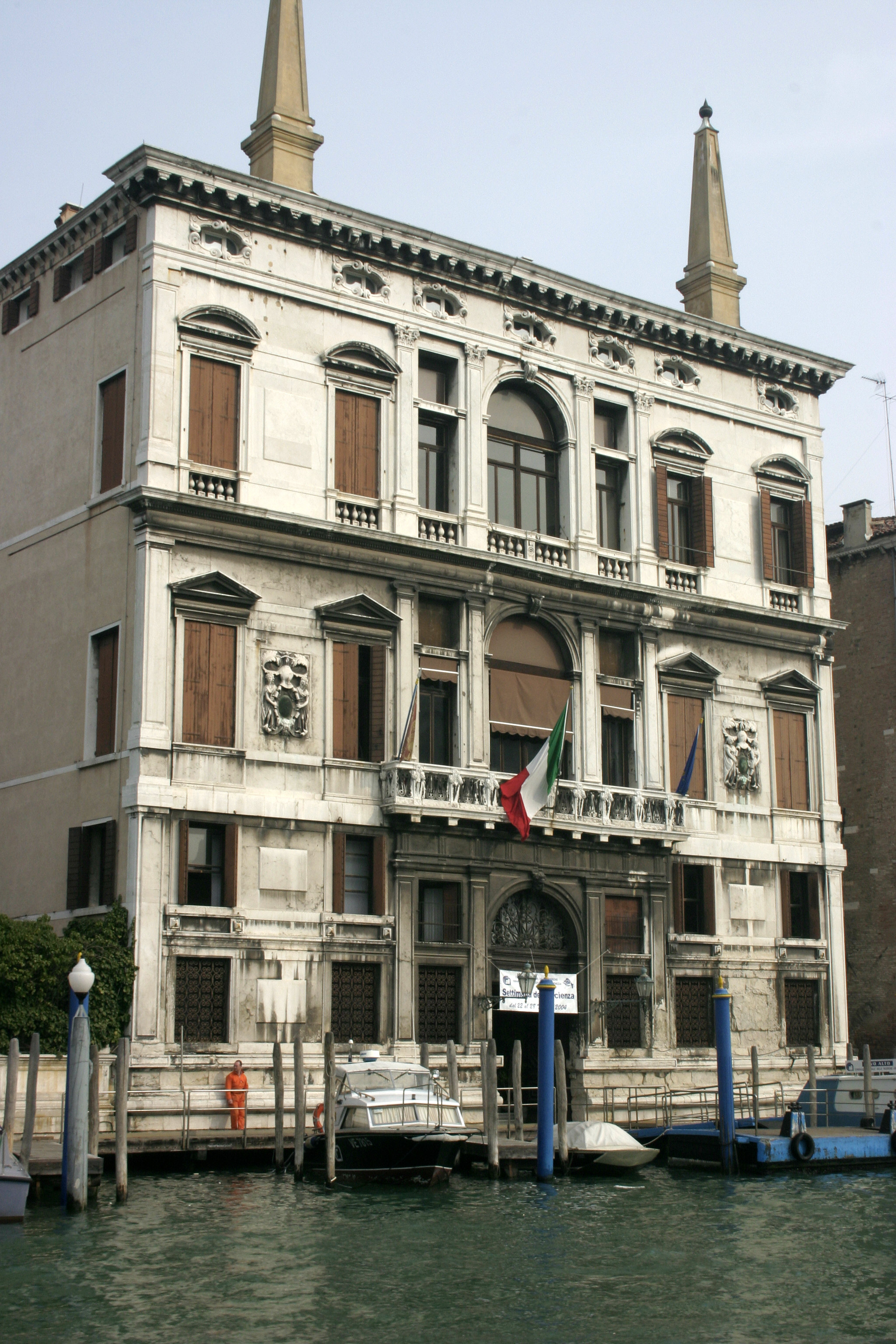
Palazzo Papadopoli

- Palazzo Papadopoli (N.A. 1364)[24] o Palazzo Coccina Tiepolo Papadopoli[1][8][6][4][12][16][3][17][7] o Palazzo Tiepolo Papadopoli[14][9]
- Palazzo Patriani (N.A. 1449)[1]
- Palazzo Pisani (N.A. 2709)[1]
- Palazzo Pisani Moretta (N.A. 2766)[1][3][11][12][17][14][6][8][16][7][2][9][21]
- Palazzo della Pretura (N.A. 1772)[6]
- Palazzo Priuli a San Cassiano (N.A. 1560)[1] o Palazzo Priuli Pesaro[3]
- Palazzo Priuli a San Polo (N.A. 2025)[1]
- Palazzo Querini Dubois (N.A. 2004)[1][2] o Palazzo Giustinian Querini Dubois[8][21] o Palazzo Giustinian Querini[3][6][7]
- Palazzo Raspi (N.A. 1551)[1][3]
- Palazzo Salviati (N.A. 1500)[3]
- Palazzo Sansoni (N.A. 898)[1][3]
- Palazzo Sanudo (N.A. 2162)[1] o Palazzo Sanudo Turloni[21]
- Palazzo Soranzo a San Polo (N.A. 2169-2171)[11][12][14][4] o Palazzi Soranzo[7][3][1]
- Palazzo Soranzo a San Stin (N.A. 2542)[1][4]
- Palazzo Soranzo Pisani (N.A. 2778)[1][3][7]
- Palazzo Tiepolo (N.A. 2774)[1][6][3][8][7] o Palazzo Tiepolo Passi[4]
- Palazzo Tiepolo Passi (N.A. 2781)[1][6] o Palazzo Tiepoletto Passi[3] o Palazzo Tiepolo detto Tiepoletto[8]
- Palazzo Valier (N.A. 1022)[1][3][7]
- Palazzo Vendrame (N.A. 1121)[1]
- Palazzo Zane Collalto (N.A. 2360)[1][3][21]
- Palazzo Zen (N.A. 2580)[1][3][4]
- Pescheria (N.A. 337-340)[3][8] o Pescaria[7] o Loggia della Pescaria[6] o Loggia della Pescheria Nuova[1] o Loggia della Pescheria[9]
- Scoletta dei Calegheri  (N.A. 2857)[25][2] o Scuola dei Calegheri[26][3][27][7] o Scuola di Sant' Aniano, dell Arte dei Calegheri[1]
- Scuola degli Oresi (N.A. 554)[27][3][1]
- Scuola degli Spezieri da Grosso (N.A. 1252)[27]
- Scuola dei Mercanti da vin (N.A. )[27] o Scuola dei Mercanti di vino[3] o Scuola della Santa Croce, dell'Arte dei Mercanti di Vino[1]
- Scuola dei Milanesi (N.A. 3006)[26][27][3] o Scuola dei Santi Giovanni Battista e Ambrogio, dei milanesi[1]
- Scuola dei Pistori (N.A. 1252)[27]
- Scuola dei Tagliapietra (N.A. 1252)[27][3] o Scuola dei Quattro Santi Martiri Coronati, dell'Arte dei Tagiapiera[1]
- Scuola della Passione (N.A. 2998)[1][26][3][27]
- Scuola di San Francesco (N.A. 3006)[27][26][3][1][28]
- Scuola e sovvegno di San Polo (N.A. 2118)[1]
- Scuola Grande di San Giovanni Evangelista (N.A. 2454)[27][1][3][28][2][7] o Scuola di San Giovanni Evangelista[26]
- Scuola Grande di San Rocco (N.A. 3054)[27][3][1][2][7] o Scuola di San Rocco[26][28]
- Scoletta di San Rocco (N.A. 3052)[3][26] o Scuoletta Vecchia di San Rocco[1]
- Ex Tipografia Tasso (N.A. 2156)[1][3][7]